# Carla Diacov

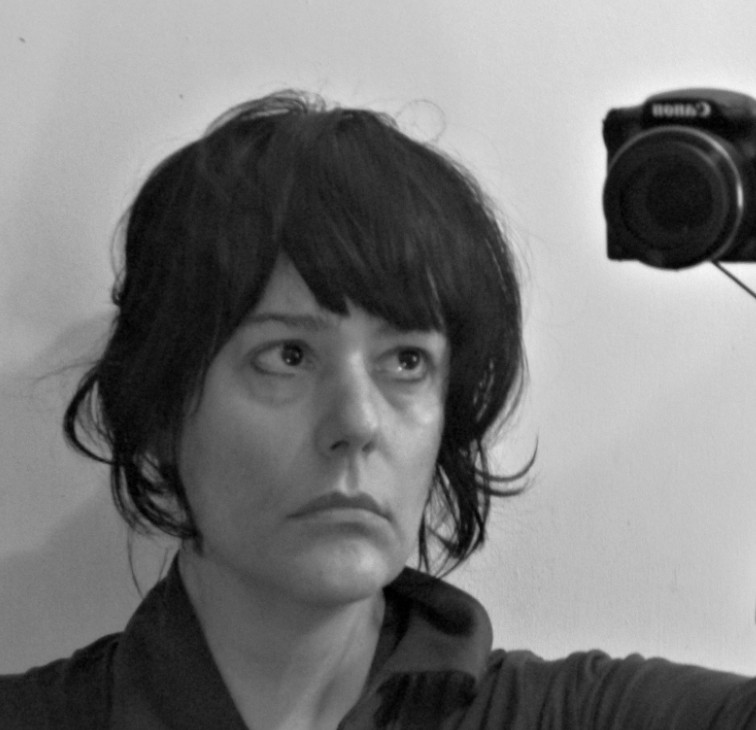
Carla Diacov

Carla Diacov (São Bernardo do Campo, 1975) é uma escritora, poeta e artista visual brasileira. Formada em teatro, destacou-se por sua produção literária experimental e por propostas artísticas que tensionam os limites entre o corpo, a linguagem e o suporte físico da escrita.

## Biografia
Carla Diacov nasceu em 1975, na cidade de São Bernardo do Campo, São Paulo. Graduou-se em teatro, área que influenciou sua abordagem poética e performática na literatura. Ao longo dos anos, construiu uma obra marcada pela experimentação formal e pela provocação estética. Em uma de suas obras mais notórias, A Menstruação de Valter Hugo Mãe (2017), Diacov utilizou sangue menstrual para produzir as ilustrações do livro. A proposta, que mistura arte visual, performance e poesia, chamou atenção por sua dimensão política e simbólica.

## Obra
Carla Diacov publicou diversos livros de poesia, por diferentes editoras independentes no Brasil e em Portugal. Sua escrita é caracterizada por uma linguagem pulsante, fragmentada e marcada por temas como o corpo, a violência, o amor e a existência.

### Livros publicados
- Ao marfim dos seus caninos (Editora Primata, 2022)[4]
- Voa Baixo & Dorme (Macondo, 2022)[5]
- Pescoço x sobreviventes (Garupa, 2021)[6]
- A Menstruação de Valter Hugo Mãe (Casa Mãe, Portugal, 2017 / Macondo, 2020)[7]
- Amanhã Alguém Morre no Samba (Douda Correria, 2015 / Macondo, 2018)[8]
- A munição Compro Depois (Cozinha Experimental, 2018)[9]
- Bater bater no yuri (Enfermaria 6, 2017)[10]

## Estilo e recepção crítica
A obra de Carla Diacov tem sido recebida como uma das mais originais da poesia contemporânea em língua portuguesa. A crítica destaca sua capacidade de incorporar elementos autobiográficos, políticos e performáticos das artes visuais em uma linguagem poética densa e inventiva. Além de sua atuação como escritora, Diacov é também conhecida por intervenções artísticas que envolvem o corpo como suporte simbólico e material de expressão.